# Перевал Трёх Пагод
Перевал Трёх Па́год (бирм. ဘုရားသုံးဆူတောင်ကြားလမ်း, тайск. ด่านเจดีย์สามองค์) — расположен между хребтами Яй и Таунньо, на границе между Таиландом и Мьянмой, на высоте 282 м над уровнем моря. Перевал соединяет города Сангкхлабури на севере тайской провинции Канчанабури и Паятоунзу на юге бирманского штата Карен.
Перевал лежит на пути, который с древнейших времён связывал современную территорию Таиланда с пограничными территориями. Этот проход использовался военными, торговцами, буддийскими монахам и т. д. А три маленькие пагоды, сооружённые на перевале, по замыслу их создателей символизировали мир.
Во время Второй мировой войны, Япония использовала перевал в качестве одного из промежуточных пунктов Тайско-Бирманской железной дороги. Сегодня здесь стоит мемориальный знак в память о погибших военнопленных и мирных жителей. Начиная со второй половины XX века, различные повстанческие группировки со стороны Мьянмы пытались захватить перевал, и лишь в 1990 году официальные власти этой страны восстановили контроль над проходом в горах.
В настоящее время перевал популярен среди туристов.